# Batrachoseps relictus
Batrachoseps relictus es una especie de salamandras en la familia Plethodontidae.
Es endémica de los Estados Unidos.
Su hábitat natural son los bosques templados y manantiales de agua dulce.